# 뮤직카우
뮤직카우(영어: Musicow)는 대한민국의 음악 저작권 조각투자 플랫폼 기업이다.

## 역사
2016년 3월에 설립되었으며, 2025년 힙합가수 제이지가 설립한 엔터테인먼트 회사 락네이션(Roc Nation)과 미국에서 현지 최초 음원 저작권 조각 투자 서비스를 출시할 예정이다.
2022년 시리즈D 라운드까지 2,225억원의 누적 투자를 받았다. (밸류에이션 7,000~8,000억원)